# Lagoa de Antela
Lagoa de Antela é uma lagoa natural na bacia superior do rio Lima, na Galiza (Espanha).
A lagoa foi convertida em área agrícola nos anos 1950s. Situava-se a 615 metros de altitude, e tinha cerca de 7 quilómetros de comprimento e 6 de largura;  em alguns poços podia chegar a 3 metros de profundidade.
A depressão que ocupou foi originada pelo afundamento de blocos tectónicos durante o Terciário, quando também surgiram as serras de Queixa e de San Mamede.
A lagoa teve um importante papel na mitologia céltica galega, e esteve na origem de muitas lendas, como a da cidade de Antioquia, desaparecida como castigo por adorar o galo; e a dos mosquitos, que não seriam mais do que o rei Artur e os seu exército, enfeitiçados por uma bruxa. Há vestígios de povoamentos lacustres (palafíticos), que foram estudados por Conde-Valvís nos anos 50. Nada resta da "Pedra Alta", que fora o menhir mais alto da Europa e que dominava a lagoa.
Neste momento procura-se recuperar a antiga riqueza biológica através da recuperação de charcos, em lugares onde antes se fazia extracção de areia.